# Eric Maynor
Eric Demarqua Maynor (Fayetteville, Carolina del Norte, 11 de junio de 1987) es un exjugador y actual entrenador de baloncesto estadounidense que actualmente ejerce como asistente de los Oklahoma City Thunder de la NBA. Con 1,91 metros de altura, jugaba en la posición de base.

## Trayectoria deportiva

### Universidad
Jugó durante cuatro temporadas con los Rams de la Virginia Commonwealth University, en las que promedió 15,1 puntos, 5,2 asistencias y 3,4 rebotes por partido. Comenzó a despuntar en su segunda temporada, llevando a su equipo a la victoria sobre Duke en la primera ronda del Torneo de la NCAA, en un partido en el que consiguió 22 puntos y 8 asistencias, incluida la canasta de la victoria a falta de 1,8 segundos para el final.
Ya en su temporada junior fue nombrado Jugador del Año de la Colonial Athletic Association tras promediar 17,9 puntos y lioderar la conferencia con 5,5 asistencias por partido. Su récord de anotación de la temporada lo logró ante Bradley Braves, consiguiendo 30 puntos, además de 7 asistencias y 5 rebotes.
En su última temporada repitió título como mejor jugador de la conferencia, acabando la temporada siendo el líder histórico de los Rams en puntos (1.953), asistencias (674), partidos jugados (130) y tiros libres conseguidos (503).
El 21 de febrero de 2013 fue traspasado a los Portland Trail Blazers.

### Estadísticas
| Temporada | Equipo   | P   | PTS  | REB | AST | ROB | TAP | %TC  | %3P  | %TL  | MIN  | PER |
| --------- | -------- | --- | ---- | --- | --- | --- | --- | ---- | ---- | ---- | ---- | --- |
| 2005-06   | VCU Rams | 29  | 4.7  | 1.3 | 2.2 | 0.8 | 0.0 | .430 | .200 | .829 | 15.7 | 1.7 |
| 2006-07   | VCU Rams | 35  | 13.9 | 4.2 | 6.4 | 1.4 | 0.2 | .424 | .390 | .778 | 34.7 | 2.1 |
| 2007-08   | VCU Rams | 32  | 17.9 | 4.2 | 5.5 | 1.3 | 0.2 | .459 | .394 | .752 | 34.8 | 3.0 |
| 2008-09   | VCU Rams | 34  | 22.4 | 3.6 | 6.2 | 1.7 | 0.2 | .463 | .361 | .815 | 35.5 | 3.0 |
| Total:    | Total:   | 130 | 15.1 | 3.4 | 5.2 | 1.3 | 0.2 | .444 | .341 | .795 | 30.1 | 2.4 |

### Profesional
Fue elegido en la vigésima posición del Draft de la NBA de 2009 por Utah Jazz, con los que firmó contrato por dos temporadas el 1 de julio.
El 23 de diciembre de 2009 fue traspasado a Oklahoma City Thunder junto con Matt Harpring a cambio de los derechos de Peter Fehse.
El 21 de febrero de 2013, Maynor fue traspasado a Portland Trail Blazers por los derechos del griego Giorgos Printezis.
El 10 de julio de 2013, Maynor firma con los Washington Wizards.

## Estadísticas

### Temporada regular
| Año     | Equipo        | PJ  | PT | MPP  | %TC  | %3P  | %TL   | RPP | APP | ROB | TPP | PPP |
| ------- | ------------- | --- | -- | ---- | ---- | ---- | ----- | --- | --- | --- | --- | --- |
| 2009-10 | Utah          | 26  | 2  | 14.0 | .391 | .208 | .758  | 1.5 | 3.1 | .5  | .1  | 5.2 |
| 2009-10 | Oklahoma City | 55  | 0  | 16.5 | .434 | .362 | .692  | 1.7 | 3.4 | .5  | .2  | 4.5 |
| 2010-11 | Oklahoma City | 82  | 0  | 14.6 | .402 | .385 | .729  | 1.5 | 2.9 | .4  | .1  | 4.2 |
| 2011-12 | Oklahoma City | 9   | 0  | 15.2 | .359 | .353 | 1.000 | 1.4 | 2.4 | .6  | .0  | 4.2 |
| 2012-13 | Oklahoma City | 37  | 0  | 10.6 | .313 | .326 | .810  | .5  | 2.0 | .3  | .0  | 2.8 |
| 2012-13 | Portland      | 27  | 0  | 21.2 | .422 | .380 | .683  | 1.0 | 4.0 | .4  | .0  | 6.9 |
| 2013-14 | Washington    | 23  | 0  | 9.3  | .292 | .320 | .667  | 1.0 | 1.7 | .2  | .0  | 2.3 |
| 2013-14 | Philadelphia  | 8   | 0  | 14.0 | .379 | .333 | .500  | 1.9 | 1.5 | .5  | .3  | 3.8 |
| Total   | Total         | 267 | 2  | 14.6 | .392 | .350 | .721  | 1.3 | 2.8 | .4  | .1  | 4.3 |

### Playoffs
| Año   | Equipo        | PJ | PT | MPP  | %TC  | %3P  | %TL  | RPP | APP | ROB | TPP | PPP |
| ----- | ------------- | -- | -- | ---- | ---- | ---- | ---- | --- | --- | --- | --- | --- |
| 2010  | Oklahoma City | 6  | 0  | 12.7 | .300 | .167 | .818 | 1.5 | 1.5 | .2  | .2  | 3.7 |
| 2011  | Oklahoma City | 17 | 0  | 12.9 | .377 | .360 | .789 | 1.3 | 2.2 | .5  | .0  | 4.8 |
| Total | Total         | 23 | 0  | 12.9 | .361 | .323 | .800 | 1.3 | 2.0 | .4  | .0  | 4.5 |